# Brett Scallions
Brett Allen Scallions (urodzony 21 grudnia 1971 w Brownsville, Tennessee) – amerykański muzyk. W latach 1993–2006 wokalista zespołu Fuel (podwójna platynowa płyta dla albumu Something Like Human). Po odejściu z zespołu z powodów osobistych (a nie z powodu problemów z gardłem, jak zostało to przedstawione wcześniej), związany z zespołem The X’s i Circus Diablo.
W 2006 roku piosenkarz został sklasyfikowany na 50. miejscu listy 100 najlepszych wokalistów wszech czasów według Hit Parader.
W marcu 2007 wybrany do Riders on the Storm, projektu stworzonego przez Robbiego Kriegera i Raya Manzarka.
Żonaty z Abby Gennet, gitarzystką i wokalistką zespołu Slunt.